# Kobyle-Gródek (gromada)
Kobyle-Gródek (także Kobyle Gródek, bez łącznika; od 30 marca 1966 do 31 grudnia 1972 Gródek nad Dunajcem) – dawna gromada, czyli najmniejsza jednostka podziału terytorialnego Polskiej Rzeczypospolitej Ludowej w latach 1954–1972.
Gromady, z gromadzkimi radami narodowymi (GRN) jako organami władzy najniższego stopnia na wsi, funkcjonowały od reformy reorganizującej administrację wiejską przeprowadzonej jesienią 1954 do momentu ich zniesienia z dniem 1 stycznia 1973, tym samym wypierając organizację gminną w latach 1954–1972.
Gromadę Kobyle-Gródek z siedzibą GRN w Kobyle-Gródku utworzono – jako jedną z 8759 gromad na obszarze Polski – w powiecie nowosądeckim w woj. krakowskim, na mocy uchwały nr 26/IV/54 WRN w Krakowie z dnia 6 października 1954. W skład jednostki weszły obszary dotychczasowych gromad Bartkowa-Posadowa, Bujne, Podole-Górowa i Kobyle-Gródek (bez przysiółka Wiesiółka) oraz część przysiółka Zbęk z dotychczasowej gromady Jelna-Zbęk ze zniesionej gminy Kobyle-Gródek w tymże powiecie. Dla gromady ustalono 20 członków gromadzkiej rady narodowej.
30 czerwca 1960 do gromady Kobyle Gródek przyłączono obszar zniesionej gromady Przydonica.
31 grudnia 1961 do gromady Kobyle Gródek przyłączono obszar zniesionej gromady Zbyszyce.
30 czerwca 1962 z gromady Kobyle Gródek wyłączono wieś Wola Kurowska włączając ją do gromady Wielogłowy.
11 grudnia 1965 nazwę Kobyle-Gródka zmieniono na Gródek nad Dunajcem, natomiast nazwę gromady na gromada Gródek nad Dunajcem dopiero 30 marca 1966.
Gromada przetrwała do końca 1972 roku, czyli do kolejnej reformy gminnej. Z dniem 1 stycznia 1973 roku reaktywowano gminę Gródek nad Dunajcem (w latach 1934–54 pod nazwą gmina Kobyle-Gródek).